# Wardell Est
Wardell Est (en anglais : East Wardell) est une localité australienne située dans la zone d'administration locale du comté de Ballina, dans la région des Rivières du Nord dans l'État de Nouvelle-Galles du Sud, en Australie.
Wardell Est est bordée à l'est par la côte de l'océan Pacifique et est située au sud de Wardell, au nord de Lismore et à l'est de Meerschaum Vale.
La population s'élevait à 305 habitants en 2016.